# Muncie (Indiana)
Muncie è una città degli Stati Uniti d'America, capoluogo della Contea di 
Delaware, nello Stato dell'Indiana.